# Sar’it
Sar’it (hebräisch זַרְעִית Sarʿīt, englisch Zar’it) ist ein israelischer Moschav in Obergaliläa, in der Nähe der libanesischen Grenze im Regionalen Rat Maʿale Josef. Der Ort hatte 2018 262. Am 12. Juli 2006 wurden östlich des Ortes drei israelische Soldaten durch die Hisbollah getötet und zwei weitere in den Libanon entführt, was Israel zum Anlass für den Libanonkrieg 2006 nahm.

## Name
Die Ortschaft wurde 1967 gegründet und wurde Kfar Rosenfeld benannt, zu Ehren des amerikanischen Philanthropen William Rosenfeld. Der fremd klingende Name wurde von den Einwohnern nicht gut angenommen und als Kompromiss wurde vom Vorsteher der Gemeinde ein Akronym vorgeschlagen, welches Rosenfelds Name mit einem hebräischen Wort vereinte, Sar’it („Rosenfelds Gedenken wird immer mit uns sein“, זכר רוזנוולד עמנו ישאר תמיד). Die zweite Bedeutung ist der gleichnamige Vogel, dessen Gesang innerhalb der Gemeinde gehört werden kann. Das Wort bedeutet wörtlich „Samen“ und passt als solches zu den landwirtschaftlichen Charakter naheliegender Gemeinden.